# Honorio Delgado
Honorio Delgado Espinoza (ur. 26 września 1892 w Arequipie, zm. 20 listopada 1969 w Limie) – peruwiański lekarz, psychiatra, psychoanalityk, biolog i nauczyciel akademicki. Absolwent wydziału medycyny Universidad de San Marcos w Limie. Początkowo zwolennik psychoanalizy, zdystansował się od Freuda po 1930.